# Yang Dong-geun
Yang Dong-geun (kor. 양동근), znany również jako YDG (ur. 1 czerwca 1979 w Seulu) – południowokoreański aktor i raper.

## Życiorys
Yang Dong-geun urodził się 1 czerwca 1979 roku w Seulu. Yang jest absolwentem Yong In University. Od maja 2008 roku wykonywał obowiązkową służbę w wojsku i spędził w niej ponad dwa lata. Z okazji 60. rocznicy powstania koreańskiej armii wystąpił w musicalu MINE.

## Kariera
Po ukończeniu służby w wojsku Yang Dong-geun wystąpił w filmie Grand Prix. Został obsadzony w roli głównej po tym, jak Lee Joon-gi musiał się wycofać, gdy Military Manpower Administration odrzuciła jego wniosek o odroczenie poboru do służby wojskowej. Od tego momentu regularnie występował w produkcjach telewizyjnych i filmowych.
W 2024 roku ogłoszono, że wystąpi w drugim sezonie serialu Squid Game. Drugi sezon miał premierę 26 grudnia 2024, a Yang Deon-geun wcielił się w rolę Park Yong-sik (007).

## Życie prywatne
Yang Dong-geun i jego żona Park Ga-ram mają dwoje synów i jedną córkę. 8 lutego 2023 roku Yang ofiarował 10 milionów won na pomoc ofiarom trzęsień ziemi w Turcji i Syrii.

## Filmografia

### Filmy
- 1998: Zzang jako Jong Gu
- 1999:
  - Daenseudaenseu jako Sun-do
  - Hwa-i-teu Ba-len-ta-ihn jako Han-seok
- 2000: Krwawa plaża jako Jae-seung
- 2001: Suchwiin bulmyeong jako Chang-guk
- 2002: Hae-jeok, discowang doeda jako Seok-gi
- 2003: Wa-il-deu Ka-deu jako Bang Je-su
- 2004:
  - Majimak neukdae jako Choi Cheol-kwon
  - Ba-lam-eui Pa-i-teo jako Choi Bae-dal
  - Waildeu kadeu jako Bang Je-su
- 2006: Mo-no-Pol-li jako Kyung Ho
- 2010: Grand Prix jako Lee Woo-suk
- 2011: Peo-pek-teu Ge-im jako Dong-ryeol Seon
- 2012: Banchangggyo jako detektyw Bang
- 2013:
  - Dol-a-wa-yo bu-san-hang-e
  - Eung-jing-ja jako Chang-Sik
  - Bae-woo-neun Bae-woo-da jako Bin Kang
- 2017: Cheon-hwa jako Jong-gyoo
- 2019:
  - Jam-eun-haeng
  - Jukji-anh-neun In-gan-deul-eui Bam
- 2022: Yaksha: Decydująca misja jako zastępca Hong
- 2023: Byeolbichi naelinda

### Seriale
- 1998: Ready Go!
- 1999:
  - Haggyo jako Seok-ho Jo
  - Kwangki jako Dae-Joo Hwang
- 2000]: Nonstop jako Dong-kun Yang
- 2002: Ne Meot-dae-ro Hae-ra jako Bok-Su Go
- 2006: Dak-teo Ggaeng jako Dal-go Kang
- 2007: I Am Sam jako Jang Yi-san
- 2012: Hi-eo-ro jako Heug-cheol Kim
- 2014: Sam-chong-sa jako Seung-po Heo
- 2015: Pung-seon-ggeom jako psychiatra, doradca w programie radiowym (gościnnie)
- 2016:
  - Mi-ssing-9
  - Deu-ra-ma-wol-deu (we własnej osobie)
- 2017:
  - Bo-geu-mam jako Go-bong Choi
  - Ha-baek-eui Sin-bu 2017 jako Joo Dong
- 2018: Je3ui maeryeok jako Soo-jae Lee
- 2019:
  - Gug-min Yeo-reo-bun! jako Charles
  - Dae-jang-geum Bo-go Iss-da jako słynny łakomy klient (gościnnie)
- 2020: 365: Un-myeong-eul Geo-seu-reu-neun 1-nyeon jako Jeong-tae Bae
- 2021: In-gan-sil-hyeok jako Woo-nam
- 2022:
  - Samagui wang jako Dong-hyeon
  - Chi-eol-eob jako Yeong-woong Bae
  - Geum-hon-ryeong: Jo-seon-hon-in-geum-ji-ryeong jako Seong-gyoon Jo
- 2023: Niezwykli jako Mubing
- 2024: Squid Game jako Park Yong-sik (007)
- 2025: Jogakdosi jako Deok-soo Yeo

## Nagrody i nominacje
W 2001 roku wygrał Korean Association of Film Critics Awards w kategorii "Best New Actor" za rolę w filmie Suchwiin bulmyeong. Trzy lata później został nominowany do Grand Bell Awards w kategorii "Best Actor" za rolę w filmie Waildeu kadeu.